# Pardinilla
Pardinilla (aragonesisch Pardiniella) ist ein spanischer Ort in der Provinz Huesca der Autonomen Gemeinschaft Aragonien. Pardinilla, im Pyrenäenvorland liegend, gehört zur Gemeinde Sabiñánigo. Der Ort hatte 24 Einwohner im Jahr 2015.

## Geographie
Der Ort liegt etwa vier Kilometer (Luftlinie) nordwestlich von Sabiñánigo, er ist über die N240 zu erreichen. 